# Рака Ђокић
Радослав Рака Ђокић (Самоково, 26. јул 1951 — Београд, 30. октобар 1993) био је познати југословенски и српски естрадни менаџер и филмски продуцент.

## Биографија
Студирао је Технолошко-металуршки факултет у Београду а током студирања почео је да ради као естрадни менаџер.
Средином 1980. ступа у сарадњу са Лепом Бреном и Слатким грехом где под његовим сјајним организационим способностима постају једна од најпопуларнијих музичких звезда тог времена.
Основао је 1981. године своју естрадну агенцију ФИВЕТ У Кикинди и касније постао један од најтраженијих и најпознатијих естрадних менаџера и продуцената.
Године 1983. успоставља сарадњу са познатим сценаристом и продуцентом Јованом Марковићем, где реализују комерцијални филм Нема проблема из 1984. године у режији Миће Милошевића а по сценарију Синише Павића.
Рака Ђокић је био менаџер  Драгани Мирковић, једно време Мирославу Илићу, Халиду Бешлићу, Халиду Муслимовићу, организатор и продуцент хит представа Шовинистичка фарса и Аудиција.
Године 1987. заједно са Јованом Марковићем као сценаристом и под редитељском палицом Александра Ђорђевића реализују први део трилогије Хајде да се волимо где се окупљају звучна глумачка имена попут Гидре Бојанића, Бате Живојиновића, Милана Штрљића, Миме Караџића са Лепом Бреном у главној улози. Продуцирао је 2. и 3. наставак Хајде да се волимо, 1989. и 1990, а сва три дела су имала солидну гледаност у биоскопима.
Први је у Социјалистичкој Југославији реализовао и снимао филмове без помоћи друштвене заједнице.
Почетком 1990. их његова агенција Фивет самостално је реализовала трећи део Хајде да се волимо и хит филм Црни бомбардер из 1992. у режији Дарка Бајића.
Заједно са Лепом Бреном, Сашом Поповићем, својим братом Милијом Ђокићем средином 1992. године оснива музичку издавачку кућу ЗаМ (Забава милиона) као једну од првих приватних издавачких кућа у Србији.
Окупио је у своју издавачку кућу кључна музичка имена попут Драгане Мирковић, Нина Решића, Брзог, Злате Петровић, Бекија Бекића и других.
Његов последњи пројекат је филм Слатко од снова у коме је главну улогу тумачила  Драгана Мирковић и чији завршетак није успео да дочека.
Умро је после тешке операције јетре 1993. у Београду.